# Messukylä

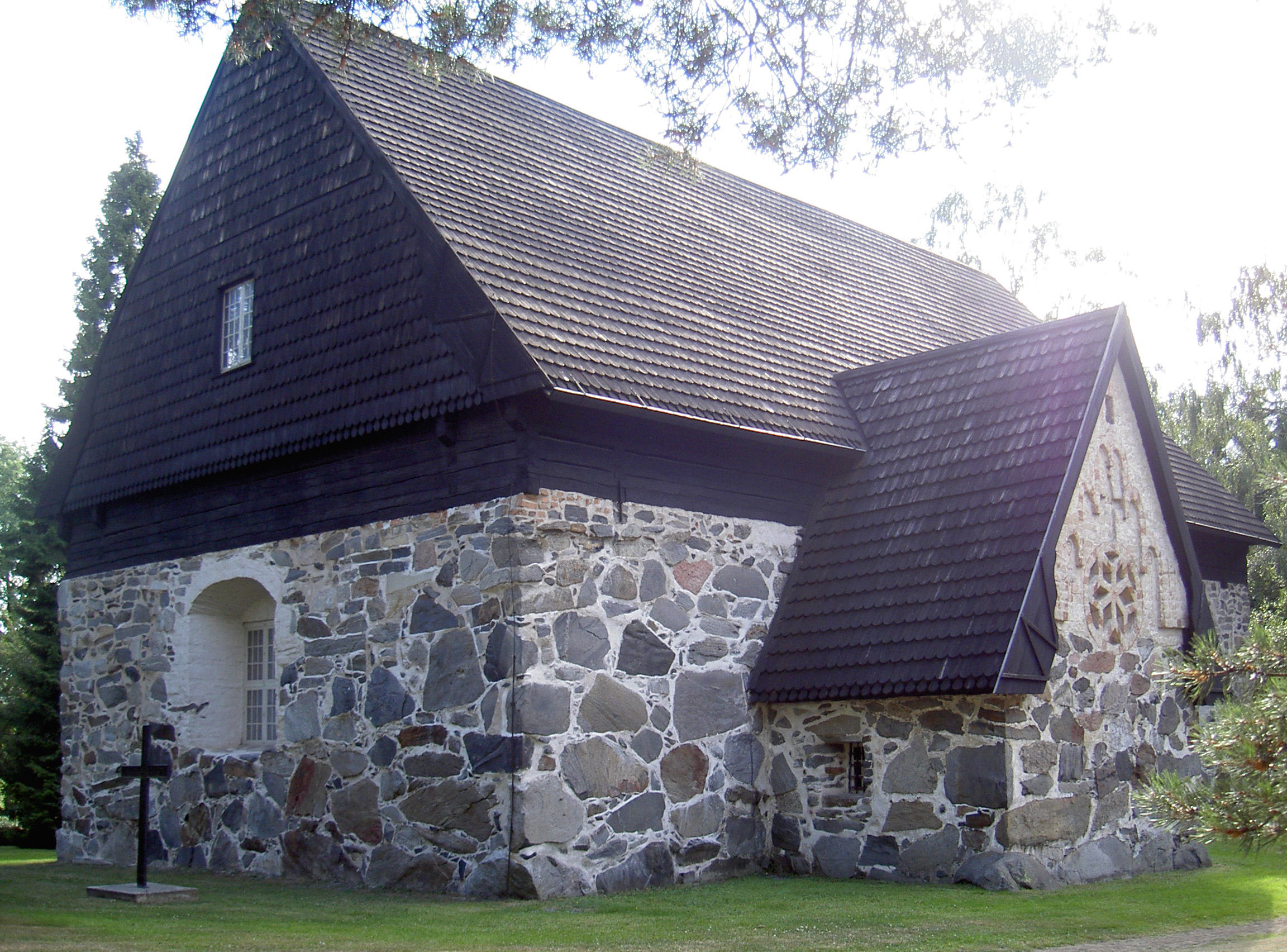
Messuby gamla kyrka (byggd kring 1540) är den äldsta byggnaden i Tammerfors.

Messukylä (föråldrat svenskt namn: Messuby) är en stadsdel i Tammerfors stad och en före detta kommun i dåvarande Tavastehus län.
Ytan (landareal) hade 140,8 km² och 4.129 människor med ett befolkningstäthet av 24,3 km² (1908-12-31).
Messukylä var enspråkigt finskt och blev del av staden Tammerfors 1 januari 1947.

## Historia
Messuby gamla kyrka är den äldsta byggnaden i Tammerfors, byggd på 1500-talet.

## Byar och stadsdelar i Messukylä
Aakkula, Ahola, Aitoniemi, Annala, Atala, Finninmäki, Haihara, Hakametsä, Hallila, Hankkio, Hervanta, Hirviniemi, Hållfast (Holvasti), Huikas, Hyllilä, Irjala, Juvela, Järvensivu, Kaukajärvi, Kissanmaa, Koivisto, Kumpula, Laalahti, Leinola, Linnainmaa, Lukonmäki, Messuby, Niihama, Nurmis, Ojala, Olkahis, Palo, Prästgården (Pappila), Rasula, Ristinarkku, Ruotula, Rusko, Solkimäki, Sorila, Takahuchtis (Takahuhti), Tasanne, Turtola, Uusikylä, Vehmais, Viiala, Vuohenoja